# Bernat Puig i Busco
Bernat Puig i Busco (Barcelona, 1857 - Barcelona, 10 de març del 1929) va ser un enginyer industrial català, vinculat a l'expansió dels ferrocarrils a Espanya.

## Biografia
Es titulà en enginyeria industrial en l'especialitat química el 1881 i, després d'alguns anys en què ocupà un lloc subaltern a la secció de Vies i Obres de la Companyia del Nord, fou l'enginyer en cap durant la construcció del ferrocarril Sant Feliu de Guíxols-Girona (1889-1892). Hom li atribueix directament el disseny del pont de Salenys, construït per Garavetti. Acabada la construcció, i després d'un breu període en el qual exercí de cap d'explotació de la nova línia, passà a dirigir la fàbrica de cartrons de La Forestal d'Urgell. Treballà a la construcció de la doble via Barcelona-Manresa, en la companyia del Tramvia de Manresa a Berga per fer el ramal de Berga de la línia Manresa-Berga (1901) i, finalment, en altres línies pel nord d'Espanya.
Estigué molt interessat en la diferència d'amplades de via entre la xarxa ferroviària espanyola i la xarxa europea, i publicà diversos treballs defensant que es normalitzés la galga espanyola amb l'europea per a combatre l'aïllament ferroviari ibèric. També tingué una faceta d'inventor: ideà un mètode per a la desincrustació dels teixits vegetals destinats a la desfibració, un procediment per a la elevació directa d'aigua per la força expansiva de l'explosió d'un gas, i una roda movible en els eixos dels vagons de tren que resolia el problema del canvi d'amplades de vies fèrries.
El 1921 fou elegit acadèmic de número a la Reial Acadèmia de Ciències i Arts de Barcelona, i entre els anys 1925 a 1929 va ser-ne secretari de la secció cinquena (Tecnologia). Com a responsable del Servei de Comunicacions
 intervingué en la preparació de l'Exposició Internacional de Barcelona, que no pogué veure inaugurada perquè la mort se l'emportà abans.
Fou un dels cinc fills del compositor Bernat Calvó Puig i Capdevila i de la seva esposa de família alsaciana, Susanna Busco Grün, va ser cunyat de l'ebenista Francesc Vidal i Jevellí i oncle de la pintora Lluïsa Vidal i Puig, filla de Francesc Vidal.

## Publicacions
selecció
- «Nota relativa a las condiciones y capacidad de resistencia de las vías estrechas, y especialmente de la de 0'750 metros». Revista Tecnológico-Industrial, 1895.
  - Traducció a l'alemany a Zeitschrift für Eisenbahnen und Dampfshiffahrt
- «Note sur un nouveaux système de billets a souche a destinations et usages multiples pour la délivrance de billets aux voyageurs en cours de route sur les chemins de fer économiques». Bulletin de la Commission internationale du Congrès des chemins de fer, 9-1896.
- «Nota sobre la arrancada de los trenes y los medios de facilitarla». Revista Tecnológico-Industrial, XI-XII 1896, 1897.
- «Gasógeno á producción de acetileno». Revista Tecnológico-Industrial, 1903.
- Un Problema ferroviario apremiante de alto interés nacional: la ruptura de carga en nuestra frontera (1912)
- Notice sur un nouveau système de wagons transmissibles par rechange d'essieux entre les vies espagnole, normale et russe (1912)
- Aclaraciones y ampliaciones al estudio sobre la ruptura de carga en nuestra frontera (1913)
- «La Galga estrecha de nuestra red secundaria puesta en entredicho por un publicista inglés». Gaceta de los caminos de hierro, nº 3009 a 3014, 1915.
- «L'isolament de la xarxa ferroviària nacional». La Veu de Catalunya.
  -  «L'isolament de la xarxa ferroviària nacional ¿Pot o ha de perdurar?». La Veu de Catalunya, 12 juliol 1918 (vespre), pàg. 7.
  -  «L'isolament de la xarxa ferroviària nacional II». La Veu de Catalunya, 15 juliol 1918 (vespre), pàg. 13.
  -  «L'isolament de la xarxa ferroviària nacional III». La Veu de Catalunya, 19 juliol 1918 (matí), pàg. 14.
  -  «L'isolament de la xarxa ferroviària nacional IV». La Veu de Catalunya, 21 juliol 1918 (matí), pàg. 7.
  -  «L'isolament de la xarxa ferroviària nacional. Pot o deu perdurar ? V». La Veu de Catalunya, 24 juliol 1918 (vespre), pàg. 12.
  -  «L'isolament de la xarxa ferroviària nacional. Pot o deu perdurar ? VI». La Veu de Catalunya, 25 juliol 1918 (vespre), pàg. 12.
  -  «L'isolament de la xarxa ferroviària nacional. Pot o deu perdurar ? VII». La Veu de Catalunya, 26 juliol 1918 (vespre), pàg. 10.
  -  «L'isolament de la xarxa ferroviària nacional. Pot o deu perdurar ? VIII i últim». La Veu de Catalunya, 6 agost 1918 (vespre), pàg. 10.
- «El Problema del aislamiento ferroviario de la Península Ibérica. Memoria leída por el académico electo Bernardo Puig y Busco». Memorias de la Real Academia de Ciencias y Artes de Barcelona, vol. 19, núm. 14, 1926.
- «Hacia una solución idónea del problema de las juntas de los carriles». Memorias de la Real Academia de Ciencias y Artes de Barcelona, vol. 21, núm. 4, 1928.
- «Vagones con ejes de recambio para circular por vías de diferente anchura». Ibérica, núm. 446, 07-10-1922, pàg. 202-203.
- Memòria sobre un vagó amb eixos variables Ibérica 458, 30.12.1922. p. 398
  -  «Notice sur un nouveau système de wagons susceptibles de circuler sur des voies a écatements différents par la simple substitution des essieux». Bulletin de l'Association internationale du Congrès des chemins de fer, 10-1921.